# Marco Polo
«Марко Поло» (італ. Marco Polo) — Броненосний крейсер Королівських ВМС Італії кінця XIX століття.

## Історія створення
Броненосний крейсер 2-го рангу «Марко Поло» був спроектований італійським кораблебудівником Карло Вінья як покращений варіант бронепалубних крейсерів типу «Етна». Корабель був закладений 7 січня 1890 року на верфі «Regio Cantiere di Castellammare di Stabia» (Кастелламмаре-ді-Стабія). Спущений на воду 27 жовтня 1892 року, формально вступив у стрій 21 липня 1894 року, але випробування корабля тривали до березня 1896 року.

## Конструкція

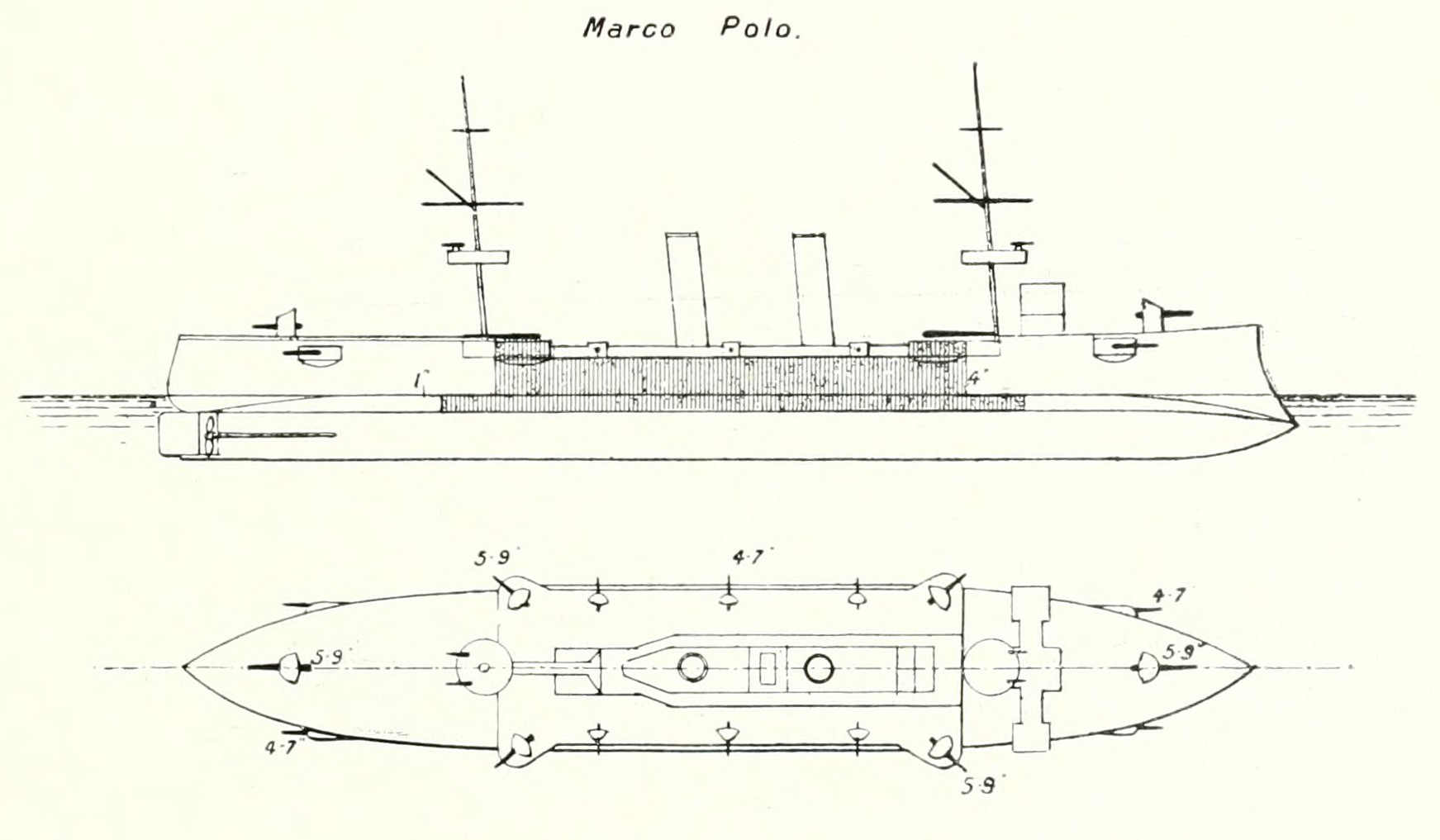

### Бронювання
«Марко Поло» мав солідне бронювання: 100-мм пояс з нікельованої сталі довжиною 67,5 м і висотою 2,26 м, 1,16 м нижче ватерлінії. З торців він прикривався 80-мм траверзами. Над броньованим поясом розміщувався каземат такої самої товщини довжиною 50 м і висотою 2,2 м, що забезпечувало надійний захист від вогню французьких гармат. Носова та кормова частини палуби закривались двома 13-мм шарами сталі. Зверху каземат був захищений броньованою палубою, яка також складалась з двох 13-мм шарів.
Гарматних башт не було, гармати та їхню обслугу захищали лише 50-мм броньовані щити. Також 50-мм бронею захистили бойову рубку.

### Силова установка
Силова установка складалась із двох 4-циліндрових парових машин та 4 парових котлів. Вона забезпечувала у форсованому режимі потужність 10 633 к.с. при номінальній потужності 6 000 к.с. Силова установка була досить легкою для такої потужності та досить економною — на 800 т вугілля дальність плавання становила 5 800 миль. Але проектна швидкість у 19 вузлів досягнута не була, і корабель офіційно був прийнятий на озброєння зі швидкістю 17,8 вузлів.

### Озброєння
Озброєння крейсера вважалось недостатнім. Воно складалось з шести 152-мм гармат (з них 4 розмішувались на верхній палубі, а ще 2 — в носовій та кормовій частині) та десяти 120-мм гармат (4 розміщувались в спонсонах під напівбаком та напів'ютом, а 6 — в середній частині корабля, між 152-мм гарматами). Артилерія малого калібру складалась з дев'яти 57-мм та двох 37-мм гармат Готчкісса.
Крім того, крейсер мав 5 торпедних апаратів — один підводний у носовій частині та 4 надводні в кутах каземату.

## Історія служби
Більшу частину своєї служби крейсер «Марко Поло» провів, представляючи інтереси Італії на Далекому Сході та біля берегів Африки. У 1907 році корабель пройшов ремонт.
В 1911 році з нього були демонтовані 4 (за іншими даними, 6) 120-мм гармат.
Крейсер брав активну участь в італійсько-турецькій війні 1911—1912 років, під час якої він неодноразово обстрілював вороже узбережжя.
Після закінчення війни корабель знову вирушив на Далекий Схід, звідки повернувся незадовго до початку Першої світової війни.
Під час Першої світової війни «Марко Поло» активно діяв лише протягом 2 місяців, після чого до 1917 року використовувався як плавуча казарма для екіпажів підводних човнів.
Влітку 1917 року корабель був переобладнаний на військовий транспорт, озброєння якого складалось з чотирьох 76,2-ии зенітних гармат. 4 квітня 1918 року він був перейменований на «Кортеллаццо» (італ. Cortellazzo), 1 жовтня 1920 року — на «Європа» (італ. Europa).
16 січня 1920 року корабель був виключений зі списків флоту, але незабаром знову включений до складу флоту під назвою «Вольта» (італ. Volta). 5 січня 1922 року корабель остаточно був виключений зі складу флоту та проданий на злам.